# Tentative de coup d'État de 2023 en Guinée-Bissau
 (décembre 2023).
La mise en forme du texte ne suit pas les recommandations de Wikipédia : il faut le « wikifier ».
Les points d'amélioration suivants sont les cas les plus fréquents :
- Les titres sont pré-formatés par le logiciel. Ils ne sont ni en capitales, ni en gras.
- Le texte ne doit pas être écrit en capitales (les noms de famille non plus), ni en gras, ni en italique, ni en « petit »…
- Le gras n'est utilisé que pour surligner le titre de l'article dans l'introduction, une seule fois.
- L'italique est rarement utilisé : mots en langue étrangère, titres d'œuvres, noms de bateaux, etc.
- Les citations ne sont pas en italique mais en corps de texte normal. Elles sont entourées par des guillemets français : « et ».
- Les listes à puces sont à éviter, des paragraphes rédigés étant largement préférés. Les tableaux sont à réserver à la présentation de données structurées (résultats, etc.).
- Les appels de note de bas de page (petits chiffres en exposant, introduits par l'outil «  Source ») sont à placer entre la fin de phrase et le point final[comme ça].
- Les liens internes (vers d'autres articles de Wikipédia) sont à choisir avec parcimonie. Créez des liens vers des articles approfondissant le sujet. Les termes génériques sans rapport avec le sujet sont à éviter, ainsi que les répétitions de liens vers un même terme.
- Les liens externes sont à placer uniquement dans une section « Liens externes », à la fin de l'article. Ces liens sont à choisir avec parcimonie suivant les règles définies. Si un lien sert de source à l'article, son insertion dans le texte est à faire par les notes de bas de page.
- La présentation des références doit suivre les conventions bibliographiques. Il est recommandé d'utiliser les modèles {{Ouvrage}}, {{Chapitre}}, {{Article}}, {{Lien web}} et/ou {{Bibliographie}}. Le mode d'édition visuel peut mettre en forme automatiquement les références.
- Insérer une infobox (cadre d'informations à droite) n'est pas obligatoire pour parachever la mise en page.

Pour une aide détaillée, merci de consulter Aide:Wikification.
Si vous pensez que ces points ont été résolus, vous pouvez retirer ce bandeau et améliorer la mise en forme d'un autre article.
La tentative de coup d'État de 2023 en Guinée-Bissau est survenue du 30 novembre au 1er décembre 2023 lorsque des affrontements ont éclaté à Bissau, la capitale de la Guinée-Bissau, entre les forces gouvernementales et des unités de la Garde nationale qui avaient libéré de détention deux ministres accusés de corruption. Les affrontements ont conduit à l'arrestation du commandant de la Garde nationale, le colonel Victor Tchongo. Les événements ont été qualifiés de « tentative de coup d'État » par le président Umaro Sissoco Embaló,. À la suite des affrontements, Embaló a ordonné la dissolution de la législature du pays.

## Contexte
Le système semi-présidentiel de la Guinée-Bissau limite les pouvoirs du président en permettant au parti majoritaire à l'Assemblée nationale populaire de nommer le gouvernement, ce qui signifie également que le pouvoir législatif, actuellement dominé depuis les élections de juin 2023 par le parti d'opposition PAIGC, qui est critique du président Umaro Sissoco Embaló, contrôle également la Garde nationale, qui relève du ministère de l'Intérieur.
En 2022, Embaló a survécu à une tentative de coup d'État contre lui qui a fait 11 morts, ce qui l'a incité à dissoudre le corps législatif, invoquant des « différends insolubles » avec le corps. Depuis son indépendance du Portugal en 1974 , la Guinée-Bissau a connu au moins 10 tentatives de coups d'État ou de coups d'État, et un seul président démocratiquement élu a accompli un mandat complet.

## Coup d'État

### Détention de ministres
Dans la matinée du 30 novembre 2023, le ministre des Finances Souleiman Seidi et le secrétaire au Trésor Antonio Monteiro sont interrogés dans le cadre d'une enquête anti-corruption sur le retrait irrégulier présumé de 10 millions de dollars de fonds publics qui auraient été versés à 11 entreprises. Après leur interrogatoire, ils sont placés en état d'arrestation sur ordre des procureurs de la République, nommés par le président. Le chef de l'opposition à l'Assemblée nationale populaire affirme que les propriétaires des entreprises étaient proches des dirigeants de la coalition gouvernementale dirigée par le PAIGC. Les ministres sont détenus dans un commissariat de police près du marché de Bandim à Bissau.

### Libération des ministres
Plus tard dans la soirée, des membres de la Garde nationale « armés d'armes AK-47 et de bazookas » prennent d'assaut le commissariat de police où Seidi et Monteiro sont détenus et libèrent les ministres de leurs cellules. Les ministres sont ensuite emmenés dans un lieu tenu secret, puis sont retrouvés par les autorités après que le ministère public ait ordonné leur nouvelle arrestation, tandis que les gardes impliqués dans leur libération se retirent dans une caserne du quartier de Santa Luzia.

### Affrontements
À la suite de l'incident, des coups de feu sont signalés entre la Garde nationale et les forces progouvernementales dirigées par les forces spéciales du bataillon du palais présidentiel après 23 h 0 dans le quartier d'Antula et à proximité du palais présidentiel, ainsi que dans le Quartier de Luanda, en périphérie de Bissau, où est basée la brigade d'intervention de la Garde nationale. Les tirs se poursuivent jusqu'au 1er décembre à midi, lorsque l'armée annonce que le commandant de la Garde nationale, le colonel Victor Tchongo, a été capturé, bien que d'autres récits affirment qu'il s'est rendu. Une photo publiée par les médias militaires montre alors Tchongo en garde à vue dans une camionnette avec des vêtements apparemment ensanglantés. Dans la matinée du 1er décembre, des véhicules militaires et des barrages routiers sont aperçus dans les rues de Bissau, tandis que la sécurité est renforcée autour des installations stratégiques comme la préfecture de la police judiciaire, le palais présidentiel et certains ministères. Les forces de stabilisation régionales déployées par la CEDEAO sont également vues patrouillant dans les rues.
Deux personnes sont tuées dans les combats, tandis que six soldats pro-gouvernementaux auraient été blessés et évacués vers le Sénégal voisin. L'armée indique qu'un nombre indéterminé d'officiers et de membres de la Garde nationale ont fui vers l'intérieur du pays. Plusieurs habitants ont également fui le sud de la capitale.

## Conséquences
Umaro Sissoco Embaló, qui participait à la Conférence des Nations unies sur le climat 2023 à Dubaï lorsque les affrontements ont éclaté, rentre en Guinée-Bissau dans la soirée du 2 décembre et ordonne la destitution de Victor Tchongo de ses fonctions de commandant de la Garde nationale. Il qualifie les affrontements de « tentative de coup d'État » préparée avant les célébrations du 16 novembre commémorant la création des forces armées de Guinée-Bissau. À la suite d'une visite à la caserne de la Garde nationale, Embaló déclare que Tchongo avait reçu « l'ordre de quelqu'un » de libérer Seidi et Monteiro. S'adressant à la Garde, Embaló déclare qu'ils ont été « trahis » par Tchongo et jure qu'il « le paierait cher ». Il allègue en outre qu'il y aurait eu une « complicité » entre la garde nationale et « certains intérêts politiques au sein de l'appareil d'État » et condamne « la passivité du gouvernement », ajoutant que la Garde nationale avait cherché à bloquer les enquêtes sur les deux ministres.
Le 4 décembre, Embaló publie un décret dissolvant l'Assemblée nationale populaire et ordonne le déploiement de soldats au siège des médias d'État Radiodiffusion nationale de Guinée-Bissau et Télévision de Guinée-Bissau (en) pour remplacer leurs dirigeants, considérés comme fidèles à l'Assemblée. Embaló annonce également que le Premier ministre Geraldo Martins resterait en fonction, mais qu'il reprendrait les portefeuilles des ministères de la Défense et de l'Intérieur. En réponse, le président de l'Assemblée Domingos Simões Pereira, un rival de longue date d'Embaló, accuse le président d'avoir mené un « coup d'État constitutionnel », soulignant que la constitution stipule que la législature ne peut être dissoute dans les 12 premiers mois après une élection, la dernière ayant eu lieu en juin 2023. À la suite de l'annonce, plusieurs jeunes sont vus en train de brûler des pneus dans une rue proche du bâtiment de l'Assemblée, tandis que plusieurs personnes se rassemblent devant le bâtiment pour protester contre la dissolution, exprimant leur fatigue face à la nécessité de voter à nouveau.

## Réactions

### Nationales
Le porte-parole du gouvernement, Francisco Muniro Conte, déclare qu'« un président élu doit terminer son mandat », ajoutant que « nous ne pouvons pas faire obstacle aux personnes qui font face à la justice, si la loi est réellement respectée ».

### Internationales
La CEDEAO publie un communiqué affirmant qu'elle « condamne fermement les violences et toutes les tentatives visant à perturber l'ordre constitutionnel et l'État de droit en Guinée-Bissau » et appelle « à l'arrestation et à la poursuite des auteurs de l'incident conformément à la loi ». Le président de l'Union africaine, Moussa Faki, publie une déclaration disant qu'il « condamne fermement les récentes violences en Guinée-Bissau, perpétrées par des éléments de la Garde nationale », tout en exprimant son inquiétude quant à la décision d'Embaló de dissoudre l'Assemblée nationale.
Stéphane Dujarric, le porte-parole du secrétaire général des Nations Unies António Guterres, appelle au calme et exhorte les forces de sécurité et l'armée « à continuer de s'abstenir de toute ingérence dans la politique nationale »[réf. souhaitée].